# Dulgher mare
Dulgherul mare (Zeus faber) este un pește răpitor marin, pelagic, din   ordinul Zeiformes, din regiunea temperată și caldă a globului, trăind la adâncimi până la 200 m. Se întâlnește în Oceanul Atlantic din Norvegia până în Africa de Sud, Marea Mediterană, Marea Neagră, Oceanul Indian, vestul Oceanului Pacific (din Japonia până în coastele Australiei). Pe litoralul românesc al Mării Negre s-a găsit numai la Agigea. 
Talia atinge 30 cm, chiar 90 cm, cântărind până la 8—10 kg. Are corpul ovalar, puternic comprimat lateral și acoperit cu solzi mici și aspri. Ochii sunt mari, gura protractilă dispusă oblic și prevăzută cu dinți mărunți. Pe spate are două înotătoare dorsale apropiate între ele, dintre care prima înaltă și cu radii spinoase. Există două înotătoare anale (prima scurtă cu radii spinoase). Coloritul corpului este brun, cu reflexe metalice, ceva mai deschis. Pe fiecare latură, deasupra și în urma înotătoarei pectorale, se găsește câte o pată rotundă, neagră, cu reflexe violacee și cu o margine mai deschisă. 
Se hrănește cu pești și crustacee; în Mediterană consumă și cefalopode. Scos din apă, emite un fel de grohăit. Trăiește în mici cârduri, urmărind cârdurile de clupeide și alți pești pelagici. Pe coastele Angliei se reproduce în iulie-august, iar în Mediterană din a doua jumătate a lunii martie până în prima jumătate a lunii mai. Icrele sunt pelagice, de formă sferică.
Importantă economică în România este nulă, din cauza rarității peștelui. În Oceanul Atlantic, însă, se pescuiește în cantitate mare, iar carnea lui, la vârsta de 1-3 ani, este considerată ca foarte gustoasă, asemănându-se la gust cu aceea a penselor de raci.